# Temple de Saturne (Dougga)
Le temple de Saturne est un temple romain dédié à Saturne et situé au sein du site archéologique de Dougga, en Tunisie.

## Localisation
Il fait partie des treize temples que comporte le site.
Localisé au nord-est de la cité antique, il est situé sur une vaste plate-forme, un promontoire avec vue sur la riche vallée céréalière de l'oued Khalled, à 160 mètres du théâtre, hors des limites de la ville.

## Histoire

### Histoire antique

#### Saturne à Dougga
Saturne est l'héritier du Ba'al Hammon punique et le parèdre de Tanit ou Junon Caelestis.
Deux sanctuaires ont été consacrés à Saturne dans la ville. L'un d'eux est surtout connu par des documents épigraphiques,.
Le second, que l'on désigne couramment comme le temple de Saturne de Dougga, a été dégagé par les fouilles archéologiques.

#### Temple de Saturne

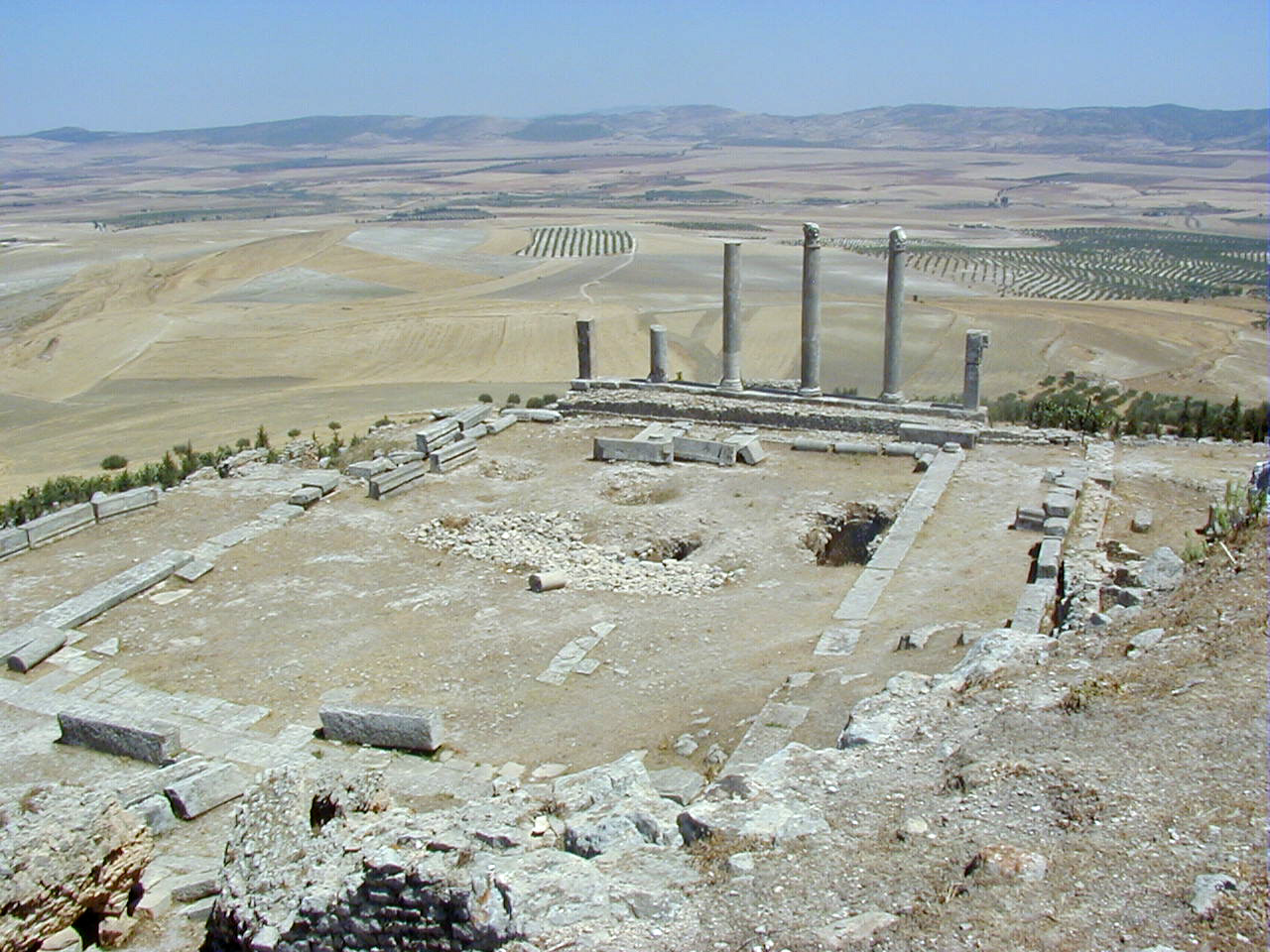
Vue générale de l'édifice avec la Fossa regia à l'arrière-plan

Le temple dont les vestiges sont exposés est construit par les Romains à l'extrême fin du IIe siècle, sous les règnes des empereurs Septime Sévère et Clodius Albinus.
Les circonstances de l'érection de l'édifice sont connues grâce à une inscription : le temple a été érigé à la suite d'un legs d'un notable local, nommé Lucius Octavius Victor Roscianus, pour un coût d'au moins 150 000 sesterces. Le montant très élevé s'explique peut-être par l'importance des remblais nécessaires.
L'édifice a souffert d'une insuffisance de son assise, les restaurations et les consolidations paraissant avoir été nombreuses avant la ruine finale.
Les fouilles ont permis de découvrir les vestiges d'un temple de Ba'al Hammon, en particulier des favissæ contenant des ex-votos. Le temple construit à l'époque romaine succède donc à un sanctuaire autochtone remontant au moins au IIe siècle av. J.-C.

### Redécouverte
Le sanctuaire est fouillé et restauré en 1893 par le docteur Louis Carton, arrivé sur le site en 1891 et artisan du dégagement du théâtre. Louis Poinssot œuvre également sur le site du temple durant sa longue activité dans la ville.
Louis Carton a également étudié la continuité du lieu de culte entre la période numido-punique et romaine, seul cas connu dans la cité.

## Architecture
Les vestiges de ce temple sont peu importants si on les compare à ceux du Capitole et du temple de Junon Caelestis.
Elle est constituée de trois cellae, d'une cour à portiques et d'un vestibule. L'eau des toits est récupérée dans des citernes. 
Ce sanctuaire est essentiellement constitué d'une vaste place à ciel ouvert accueillant les ex-votos et les sacrifices. Il a été remblayé pour permettre la construction du temple de Saturne dont les ruines sont aujourd'hui visibles.